# Мохембо-Уэст
Мохембо-Уэст (англ. Mohembo West) — сельский населённый пункт на северо-западе Ботсваны, на территории Северо-Западного округа.

## Географическое положение
Населённый пункт находится в северо-западной части округа, вблизи реки Окаванго, на расстоянии приблизительно 820 километров к северо-западу от столицы страны Габороне.

## Население
По данным официальной переписи 2001 года численность населения составляла 1299 человек.
Динамика численности населения Мохембо-Уэста по годам:
| 2001  | 2013  |
| ----- | ----- |
| 1 299 | 1 680 |